# Daniel Goldhagen
Daniel Jonah Goldhagen, né en juin 1959, est un écrivain américain, ancien professeur d'histoire des idées politiques à l'université Harvard. Spécialiste de la Shoah, il a publié plusieurs ouvrages dont Hitler's Willing Executioners (1996), A Moral Reckoning (2002) et Worse than War (2009).
Selon Goldhagen, la question centrale, dans le cas d'un génocide, tient moins à « l'ordre qui a été donné » qu'à l'exécution de cet ordre. L'étude de ces « exécuteurs » de génocide, de ces « bourreaux volontaires », sous-tend une grande partie de ses recherches.

## Biographie
Né à Boston, Massachusetts, Daniel Goldhagen est le fils de Norma et d'Erich Goldhagen. Il passe ses premières années à Newton, Massachusetts. Il est marié à Sarah Williams Goldhagen, historienne de l'architecture et critique au magazine The New Republic.
Son père, Erich Goldhagen, lui-même ancien professeur à Harvard, est un survivant de la Shoah qui a vécu dans le ghetto de Tchernivtsi (aujourd'hui en Ukraine). C'est à lui que Daniel Goldhagen doit sa vision du nazisme et de la Shoah, comme il l'indique lui-même.

## Les bourreaux volontaires de Hitler: un ouvrage controversé
Publié en 1996, Les bourreaux volontaires de Hitler est un réel succès de librairie, avec 500 000 exemplaires vendus en Allemagne et États-Unis.

## Prix et distinctions
- The Forward, named to Forward 50, 2002 et 1996
- Journal for German and International Politics Triennial Democracy Prize, 1997, with laudatio given by Jürgen Habermas.
- National Book Critics Circle Award Finalist for Hitler’s Willing Executioners, 1996
- Time, named Hitler’s Willing Executioners one of two best non-fiction books of the year, 1996
- American Political Science Association, Gabriel A. Almond Award for the best dissertation in the field of comparative politics, 1994
- Harvard University, Sumner Dissertation Prize, 1993
- Whiting Fellowship, 1990–1991
- Fulbright IIE Grant for Dissertation Research, 1988–1989
- Krupp Foundation Fellowship for Dissertation Research, 1988–1989
- Center for European Studies Summer Research Grant, 1987
- Jacob Javits Fellowship 1996-1988, 1989–1990
- Harvard College, Philo Sherman Bennett Thesis Prize, 1982
- Deutsche Akademische Austauschdienst (DAAD) Fellowship, 1979–1980

#### Ouvrages de Daniel Goldhagen
- Les Bourreaux volontaires de Hitler : les Allemands ordinaires et l'Holocauste, Seuil 1997, « Points » 1998
- Le Devoir de morale : le rôle de l'Église catholique et son devoir non rempli de repentance, Les Empêcheurs de penser en rond, 2004
- (en) « False Witness », in The New Republic, April 17, 1989, Volume 200, #16, Issue # 3, p. 39–44
- (en) Hitler's Willing Executioners : Ordinary Germans and The Holocaust, Alfred A. Knopf, New York, 1996,  (ISBN 978-0-679-44695-8)
- (en) A Moral Reckoning : The Role of the Catholic Church in the Holocaust and Its Unfulfilled Duty of Repair, Alfred A. Knopf, New York, 2002,  (ISBN 978-0-375-41434-3)
- (en) Worse Than War : Genocide, Eliminationism, and the Ongoing Assault On Humanity, PublicAffairs, New York, 2009,  (ISBN 978-1-58648-769-0)

#### Critiques
- Norman Finkelstein et Ruth Bettina Birn, L'Allemagne en procès : la thèse de Goldhagen et la vérité historique, traduction, Albin Michel, 1999, 185 p.
- Yehuda Bauer. Rethinking the Holocaust. New Haven, CT: Yale University Press, 2001.  (ISBN 978-0-300-08256-2)
- Geoff Eley (ed.), The Goldhagen Effect: History, Memory, Nazism—Facing the German Past. Ann Arbor: University of Michigan Press, 2000.  (ISBN 978-0-472-06752-7).
- Michael F. Feldkamp. Goldhagens unwillige Kirche. Alte und neue Fälschungen über Kirche und Papst während der NS-Herrschaft. München: Olzog-Verlag, 2003.  (ISBN 978-3-7892-8127-3)
- Norman Finkelstein, Norman & Birn, Ruth Bettina. A Nation On Trial: The Goldhagen Thesis and Historical Truth. New York: Henry Holt, 1998.  (ISBN 978-0-8050-5871-0)
- Guttenplan, D. D. The Holocaust on Trial. New York: Norton, 2001.  (ISBN 978-0-393-02044-1)
- Edouard Husson, Une culpabilité ordinaire ? Hitler, les Allemands et la Shoah. Les enjeux de la controverse Goldhagen, Paris, François-Xavier de Guibert, 1997, 199 p.
- Kwiet, Konrad: “‘Hitler’s Willing Executioners’ and ‘Ordinary Germans’: Some Comments on Goldhagen’s Ideas”. Jewish Studies Yearbook 1 (2000).
- LaCapra, Dominick. “Perpetrators and Victims: The Goldhagen Debate and Beyond,” in LaCapra, D. Writing History, Writing Trauma Baltimore: Johns Hopkins University Press, 2001, 114-140.
- Pohl, Dieter. "Die Holocaust-Forschung und Goldhagens Thesen," Vierteljahrshefte für Zeitgeschichte 45 (1997).
- Rychlak, Ronald. "Goldhagen vs. Pius XII" First Things (June/July 2002)
- Shandley, Robert & Riemer, Jeremiah (ed.) Unwilling Germans? The Goldhagen Debate. Minneapolis: University of Minnesota Press, 1998.  (ISBN 978-0-8166-3101-8)
- Jean Solchany, «De la régression analytique à la célébration médiatique : le cas Goldhagen» dans Revue d’histoire moderne et contemporaine (numéro 44-3, juillet-septembre 1997), Paris, SHMC / CNRS, 1997, p. 514-529.
- Fritz Stern. "The Goldhagen Controversy: The Past Distorted" in Einstein's German World, 272-288. Princeton, NJ: Princeton University Press, 1999.  (ISBN 978-0-691-05939-6)
- Frank Wesley. The Holocaust and Anti-semitism: the Goldhagen Argument and Its Effects. San Francisco: International Scholars Publications, 1999.  (ISBN 978-1-57309-235-7)
- The “Willing Executioners/Ordinary Men” Debate: Selections from the Symposium, April 8, 1996, introduced by Michael Berenbaum (Washington, D.C.: USHMM, 2001)